# Tinglados del Puerto de Valencia
Los tinglados del Puerto de Valencia están situados en el puerto de Valencia de la ciudad de Valencia (España). Se trata de tres edificaciones industriales de estilo modernista valenciano construidas en el año 1914.

## Edificios
Fueron construidos por los ingenieros José María Fuster y Fausto Élio Vidarte en 1914. Se construyen a iniciativa del Ministerio de Fomento dentro del Plan General de Ensanche y Mejora del Puerto de Valencia, cuyo objetivo era revitalizar el puerto como potencia exportadora. El proyecto de los tinglados se iniciará en 1910, se comenzarán las obras en 1911 y serán finalizadas en 1914. Se construirán seis tinglados en el puerto de Valencia de los cuales se conservan tres en la actualidad, los tinglados números 2, 4 y 5.
Su estilo se enmarca dentro del modernismo valenciano con un lenguaje arquitectónico próximo al de la Exposición Regional Valenciana de 1909. Destaca su estructura metálica y la ornamentación típicamente modernista con mosaicos con motivos marinos y agrícolas, etc.
Durante la guerra civil española los tinglados serán bombardeados por la aviación italiana y se restaurarán después de finalizar la contienda. Están declarados como Bien de Relevancia Local de la ciudad de Valencia.
Actualmente han perdido el uso para el que fueron concebidos y son escenario de todo tipo de actividades culturales, de ocio, etc. Es de prever que en un futuro se les asigne otro uso más concreto y definitivo. En el año 2017 y 2018 los tres tinglados son restaurados por la Generalidad Valenciana.